# Кыз-Кыя
Кыз-Кыя (кирг. Кыз-Кыя) — село в Кеминском районе Чуйской области Кыргызстана. Входит в состав Кызыл-Октябрьского аильного округа. Код СОАТЕ — 41708 213 830 06 0.

## Население
| год     | 2009 | 2014 | 2015 |
| ------- | ---- | ---- | ---- |
| человек | 57   | 116  | 119  |